# Högfjällets dotter
Högfjällets dotter – szwedzki niemy film dramatyczny z 1914 roku w reżyserii Victora Sjöströma.

## Obsada
- Greta Almroth – Waina
- Lili Bech – Pielęgniarka
- John Ekman – Nordman
- Arvid Englind – Przyjaciel Wernera
- William Larsson – Przyjaciel Wernera
- Victor Sjöström – Doktor Karl Werner
- Jenny Tschernichin-Larsson – Matka Wenera